# Mosley (baronskap)
Mosley är ett baronskap i England. Namnet har burits  av den familj som ägde Manchester-godset mellan 1596 och 1846. Nicholas Mosley köpte egendomen för 3 500 pund, medan hans ättling Oswald Mosley sålde den till Corporation of Manchester för 200 000 pund. Familjen blev senare jordägare i Staffordshire. Den brittiske fascistledaren Oswald Mosley tillhörde denna släkt.